# Oswego (Kansas)
Oswego és una ciutat i seu del Comtat de Labette a l'estat de Kansas dels Estats Units d'Amèrica.

## Demografia
Segons el cens del 2006 tenia 2000 habitants. Segons el cens del 2000, Oswego tenia 2.046 habitants, 776 habitatges, i 489 famílies. La densitat de població era de 369,1 habitants/km².
Dels 776 habitatges en un 30,5% hi vivien nens de menys de 18 anys, en un 49% hi vivien parelles casades, en un 10,2% dones solteres, i en un 36,9% no eren unitats familiars. En el 35,1% dels habitatges hi vivien persones soles el 20,2% de les quals corresponia a persones de 65 anys o més que vivien soles. El nombre mitjà de persones vivint en cada habitatge era de 2,29 i el nombre mitjà de persones que vivien en cada família era de 2,96.
Per edats la població es repartia de la següent manera: un 24,2% tenia menys de 18 anys, un 14,1% entre 18 i 24, un 23,9% entre 25 i 44, un 19,7% de 45 a 60 i un 18,1% 65 anys o més.
L'edat mediana era de 35 anys. Per cada 100 dones de 18 o més anys hi havia 101,4 homes.
La renda mediana per habitatge era de 30.656$ i la renda mediana per família de 38.631 $. Els homes tenien una renda mediana de 26.289$ mentre que les dones 20.000 $. La renda per capita de la població era de 12.974$. Entorn del 8,5% de les famílies i el 10,9% de la població estaven per davall del llindar de pobresa.

## Poblacions properes
El següent diagrama mostra les poblacions més properes.